# Huey P. Newton
 

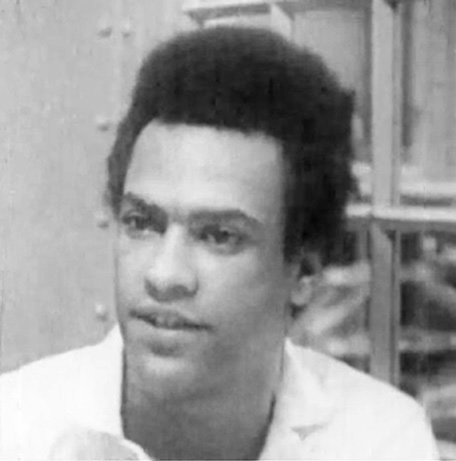

Huey Percy Newton (1942 –1989) va ser un polític i revolucionari estatunidenc, cofundador i líder inspirador del Partit de les Panteres Negres. L'any 1980 Newton es doctorà en Filosofia Social a la Universitat de Califòrnia a Santa Cruz amb la tesi titulada War Against the Panthers: A Study of Repression in America.

## Biografia
Huey P. Newton va néixer a Monroe, Louisiana, essent el més jove dels set fills que van tenir Armelia Johnson i Walter Newton, parcer i predicador baptista. El 1945 la família es va establir a Oakland, Califòrnia. D'adolescent va ser arrestat diverses vegades per delictes menors, com possessió d'armes, vandalisme i petits robatoris.
Mentre estudiava al Merritt College d'Oakland, Newton es va implicar en política unint-se a l'Associació Afro-Americana fins a convertir-se en un membre destacat de la fraternitat Phi Beta Sigma, capítol Tau Beta. També va començar a formar-se ideològicament, llegint obres de Karl Marx, Vladimir Lenin, Patrice Lumumba, Frantz Fanon, Malcolm X, Mao Zedong, Che Guevara, Fidel Castro i Kwame Nkrumah. Va ser durant aquest període en el Merritt College que Newton i Bobby Seale van organitzar el Partit de les Panteres Negres per a l'Autodefensa a l'octubre de 1966.
El Partit de les Panteres Negres era una organització afroamericana d'esquerra que es va presentar davant la societat com un moviment per a combatre la discriminació de les persones negres i que legitimava la violència i l'autodefensa armada. El seu coneixement del Codi Penal de Califòrnia els va permetre desenvolupar les teories de l'autodefensa, incentivant el fet que els membres de la comunitat negra s'armessin i formessin patrulles, d'acord amb els seus drets legals, per combatre la brutalitat i les agressions de la policia. Es creu que part d'aquesta doctrina tenia com a rerefons la idea de preparar la població per a una futura revolució maoista. El partit va aconseguir impacte i renom nacional i internacional a través de la seva profunda implicació en el moviment del Poder Negre i en la política de les dècades de 1960 i 1970. Newton i les Panteres Negres també van endegar una sèrie de programes socials a Oakland, incloent la fundació de la Oakland Community School, que va proporcionar educació superior a 150 nens dels barris pobres. Altres polítiques de les Panteres Negres incloïen el Free Breakfast for Children Program (Programa de desdejuni gratuït per a nens), balls per a adolescents i entrenament en arts marcials. D'acord amb el superintendent del comtat d'Oakland, John George: "Newton podria prendre una colla de paios i donar-los una consciència social". Newton va ser acusat més tard de malversar 600000 dòlars dels fons estatals assignats a la Oakland Community School. Finalment, els càrrecs es van reduir al cobrament indegut d'un xec de 15.000 dòlars per a ús personal, i Newton va ser condemnat a sis mesos de presó i divuit mesos de llibertat condicional.
Un dels programes més influents i àmpliament coneguts de les Panteres Negres va ser l'organització de patrulles ciutadanes armades per avaluar el comportament dels agents i evitar la violència policial. Això va provocar tensions amb la policia d'Oakland, fins que el 28 d'octubre 1967, en un confús episodi, l'oficial John Frey va resultar mort, mentre que el seu company Herbert Heanes va quedar greument ferit, com també Huey P.Newton. Aquest va ser processat per la mort de Frey i condemnat al setembre de 1968. Al maig de 1970, la Cort d'Apel·lacions de Califòrnia va anul·lar la condemna i va ordenar un nou judici. Després de dues noves anul·lacions de judicis posteriors, la Cort Suprema de Califòrnia va arxivar el cas.
En aquesta època, Newton va escriure diverses col·leccions d'assajos, poemes i cançons, alguns d'ells publicats pel Partit de les Panteres Negres. A més a més, els anys en què va estar a la presó van coincidir amb les majors fustigacions de l'FBI contra les Panteres Negres, especialment a través de la infiltració i el foment de les insídies internes que van portar a Huey P. Newton i Bobby Seale a desconfiar l'un de l'altre.
L'agost de 1974 Newton va ser novament arrestat, acusat d'assassinar Kathleen Smith, una prostituta de 17 anys, essent després alliberat per falta de proves. Newton també va ser acusat d'agredir al seu sastre, Preston Callins. Després de pagar una fiança i sortir en llibertat va ser novament detingut per l'assassinat de Smith, però va ser capaç de pagar una fiança de 80000 dòlars i va ser posat en llibertat de nou. Posteriorment, Newton va fugir a Cuba, juntament amb la seva parella Gwen Fountaine, per evitar ser processat pels càrrecs anteriors, vivint a l'illa fins al 1977. Durant aquest temps va formar part de la llista dels fugitius més buscats per l'FBI. Elaine Brown va assumir la presidència del Partit de les Panteres Negres en la seva absència. Newton va tornar als Estats Units el 1977 per a ser jutjat per l'assassinat de Smith i l'assalt a Callins, al·legant que el clima social havia canviat i que existia l'oportunitat de tenir un judici just per unes acusacions que, segons ell, havien estat motivades per raons polítiques.
Pel que fa al judici per agressió a Preston Callins, aquest va canviar la seva declaració diverses vegades, per acabar dient al jurat que no sabia qui l'havia atacat. Newton va ser absolt de l'assalt al setembre de 1978, però declarat culpable per possessió d'arma de foc.
D'altra banda, després de dos judicis en punt mort, la fiscalia va decidir no tornar a acusar Newton de l'assassinat de Smith.
Més tard, el 1985 fou acusat de malversació de fons públics en relació amb els programes socials de les Panteres Negres. És condemnat el 1989 enmig de rumors que afirmaven que va utilitzar els diners per al manteniment de la seva addicció a l'alcohol i les drogues. En aquell moment l'organització ja vivia una època de total desintegració.

## Assassinat
El 22 d'agost de 1989, Huey P. Newton va morir després de ser tirotejat per Tyrone Robinson, un traficant de drogues d'Oakland. Robinson va ser condemnat per l'assassinat a l'agost de 1991 a 32 anys de presó. Els mitjans de comunicació van plantejar la hipòtesi que Newton podria estar involucrat en el tràfic de drogues i que aquesta podia ser la raó del seu assassinat.

## Cultura popular
Huey P. Newton es va convertir en una icona de la cultura negra nord-americana i dels rapers més combatius, com Tupac Shakur i Dead Prez, que van compondre en el seu honor diverses cançons i veuen la seva mort com el resultat d'una conspiració de les autoritats governamentals en contra de la seva militància política. El cantant de música funk George Clinton va posar en una butaca similar a la de Newton per a la portada del disc de Funkadelic Uncle Jam Wants You.
El grup vilafranquí Inadaptats compongué la cançó «Suïcidi revolucionari», inclosa en l disc Motí! Avalot..., inspirada en el llibre Revolutionary Suicide de Huey P. Newton.